# جامعة السعيد
جامعة السعيد هي جامعة يمنية أهلية (خاصة) مقرها مدينة تعز، وهي إحدى مؤسسات مجموعة هائل سعيد أنعم. أنشئت عام 2012 بموجب ترخيص من وزارة التعليم العالي والبحث العلمي، وهي عضو في اتحاد الجامعات العربية ولديها اتفاقيات شراكة مع جامعات عربية عدة وتتميز الجامعة ببنى تحتية وتجهيزات ومعامل هندسية وطبية متكاملة. تضم الجامعة خمس كليات وثمانية عشر برنامج تعليمي وفق مواصفات الاعتماد الاكاديمي، كما تضم مركز ضمان الجودة، ومركز البحوث والدراسات الاستراتيجية ومركز خدمة المجتمع ومجلتين علميتين حاصلة على معامل التأثير العربي والاستشهادات المرجعية. الرئيس الحالي لجامعة السعيد هو الأستاذ الدكتور/ سامح العريقي. وعميد شؤون الطلبة هو الاستاذ الدكتور محمد الخطيب.

## الكليات والمراكز
تضم الجامعة الكليات والمراكز التالية:
- كلية طب الفم والأسنان
- كلية العلوم الطبية والصحية
- كلية الهندسة وتقنية المعلومات
- كلية إدارة الأعمال
- كلية العلوم الإنسانية
- مركز التأهيل والتدريب وخدمة المجتمع
- مركز البحوث والدراسات الاستراتيجية مركز التعليم عن بعد

## الأقسام النوعية
طب الاسنان – الصيدلة – المختبرات الطبية – التمريض – التغذية العلاجية - الهندسة المعمارية – علوم الحاسوب – تقنية المعلومات - الأمن السيبراني.

## وصلات خارجية
- الموقع الرسمي